# Besiki
Besiki (georgiska: ბესიკი), född 1750, död 1791, var en georgisk poet, politiker och diplomat, känd för sina många kärlekshistorier.